# نيك ليرد
نيك ليرد (بالإنجليزية: Nicholas Laird)‏ هو كاتب ومحامي وشاعر بريطاني، ولد في 1975 في Cookstown ‏ في المملكة المتحدة.

## وصلات خارجية
- الموقع الرسمي
- نيك ليرد على موقع ميوزك برينز (الإنجليزية)